# Paul Farrell
Paul Farrell (* 1. September 1893 in Dublin; † 12. Juni 1975 in England) war ein irischer Filmschauspieler.
Bekannt wurde er vor allem durch die Rolle des Obdachlosen im Film Uhrwerk Orange, der von Alex und seiner Gang unter einer Brücke zusammengeschlagen wird.
Neben den aufgezählten Werken trat er auch in einer Vielzahl von Episoden in Fernsehserien auf.

## Filmografie (Auswahl)
- 1930: By Accident
- 1936: Ourselves Alone
- 1948: Mein Bruder Jonathan (My Brother Jonathan)
- 1955: Wenn die Ketten brechen (Captain Lightfood)
- 1958: This Other Eden
- 1959: Munter und lebendig (Alive and Kicking)
- 1959: Ein Händedruck des Teufels (Shake Hands with the Devil)
- 1959: Broth of a Boy
- 1960: Verbrecherzentrale Sidney Street (The Siege of Sidney Street)
- 1964: Munter und lebendig (Alive and kicking)
- 1965: Das Grauen auf Schloß Witley (Die, Monster, Die!)
- 1969: Dave – Zuhaus in allen Betten (Sinful Davey)
- 1971: Uhrwerk Orange (Clockwork Orange)